# Nort-sur-Erdre
 Nort-sur-Erdre  es una población y comuna francesa, situada en la región de Países del Loira, departamento de Loira Atlántico, en el distrito de Châteaubriant y cantón de Nort-sur-Erdre.

## Demografía
| 4222 | 4436 | 4606 | 5050 | 5362 | 5885 |
| Para los censos de 1962 a 1999 la población legal corresponde a la población sin duplicidades (Fuente: INSEE [Consultar]) |      |      |      |      |      |

## Hermanamiento
Nort-sur-Erdre se encuentra hermanado con el municipio rumano de  Maieru y el español de Piedrabuena (Ciudad Real).